# Reação de Bucherer
A reação de Bucherer em química orgânica é a conversão reversível de naftol a naftilamina na presença de amônia e bissulfito de sódio.
O químico francês R. Lepetit foi o primeiro a descobrir a reação em 1898 mas foi o químico alemão Hans Theodor Bucherer (1869-1949) quem descobriu (independentemente de Lepetit) sua reversibilidade e seu potencial em química especialmente na indústria. Bucherer publicou seus resultados em 1904 e seu nome é conectado a esta reação. A reação orgânica também é tratada pelo nome reação de Bucherer-Lepetit ou (erroneamente) por reação de Bucherer-Le Petit.

## Mecanismo
Na primeira etapa do mecanismo de reação um próton adiciona-se a um átomo de carbono com alta densidade de elétrons conseqüentemente pela preferência ao C2 ou C4 do naftol (1). Isto leva ao aduto da estabilidade de ressonância 1a-1e.
De-aromatização do primeiro anel do sistema do naftaleno ocorre a custa de 25 kcal/mol. Na próxima etapa um ânion bissulfito adiciona a C3 através de 1e. Isto resulta na formação de 3a a qual tautomeriza-se ao mais estável 3b ao ácido sulfônico da tetralona. Uma adição nucleofílica segue-se a amina com formação de 4a e seu tautômero 4b perde água para formar o cátion de ressonância estabilizada 5a. Este composto é deprotonado à imina 5b ou a enamina 5c mas equilíbrio existe entre ambas as espécies. A enamina elimina bissulfito de sódio com formação de naftilamina 6.
É importante insistir que esta é uma reação reversível. A reação é sumarixzada como segue:
A síntese de carbazola de Bucherer é uma reação relacionada.